# ГЕС Пелтон
ГЕС Пелтон — гідроелектростанція у штаті Орегон (Сполучені Штати Америки). Знаходячись між ГЕС Раунд-Б'ют (вище по течії) та Контррегулюючою ГЕС (18,9 МВт), входить до складу каскаду на річці Дешут, лівій притоці Колумбії (має гирло на узбережжі Тихого океану на межі штатів Вашингтон та Орегон).
У межах проекту річку перекрили бетонною арковою греблею висотою 62 метри та довжиною 194 метри. Вона утримує витягнуте по долині Дешут на 11,3 км водосховище Сімтустус з площею поверхні 2,2 км2 та об’ємом 38,2 млн м3 (корисний об’єм 4,6 млн м3).
Через водоводи діаметром по 4,9 метра ресурс подається до пригреблевого машинного залу, обладнаного трьома турбінами типу Френсіс загальною потужністю 100,8 МВт, які використовують напір у 47 метрів.
Видача продукції відбувається по ЛЕП, розрахованій на роботу під напругою 230 кВ.